# Civilisation
En civilisation (af latin civis, borger) er et menneskesamfund, som har en ikke-militær administration (det vil sige en civil administration) foruden den militære administration, og et nogenlunde velfungerende retsvæsen og politi, som kan beskytte borgerne, så at de kan færdes ubevæbnede.[kilde mangler]

## Historisk
Tidligere var det almindeligt at skelne mellem civiliserede samfund og folkeslag og uciviliserede eller "vilde". I denne skelnen lå der en mere eller mindre underforstået forståelse af, at civiliserede befandt sig på et højere kulturelt udviklingsstade, jf. den herskende moderniseringsteori. I 2. udgave af Salmonsens konversationsleksikon, bind V (1916) hedder det således i opslaget om civilisation:
Dannelse, Oplysning, intellektuel Udvikling. C. betegner en saadan Udvikling af Sæder og Tankesæt, som betinger et ordnet borgerligt Samfund, og gennem hvilken dette må ar til højere Kultur.
I 1530 udgav Erasmus af Rotterdam bogen De civilitate morum puerilium, en håndbog om at opdrage drenge. Det påstås at være i denne bogtitel, vi første gang møder ordet "civilisation" i tilnærmet den betydning, det har i dag. Man kender i alt 130 udgaver af bogen, der blev Erasmus' mest læste skrift, og kom i 30 oplag i løbet af de seks år, der genstod af hans liv. 

## Ekstern henvisning
- Wikimedia Commons har flere filer relateret til Civilisation
- Washington State University: World civilizations

| Samfund | Spire Denne samfundsartikel er en spire som bør udbygges. Du er velkommen til at hjælpe Wikipedia ved at udvide den. |